# Joint Unmanned Combat Air Systems

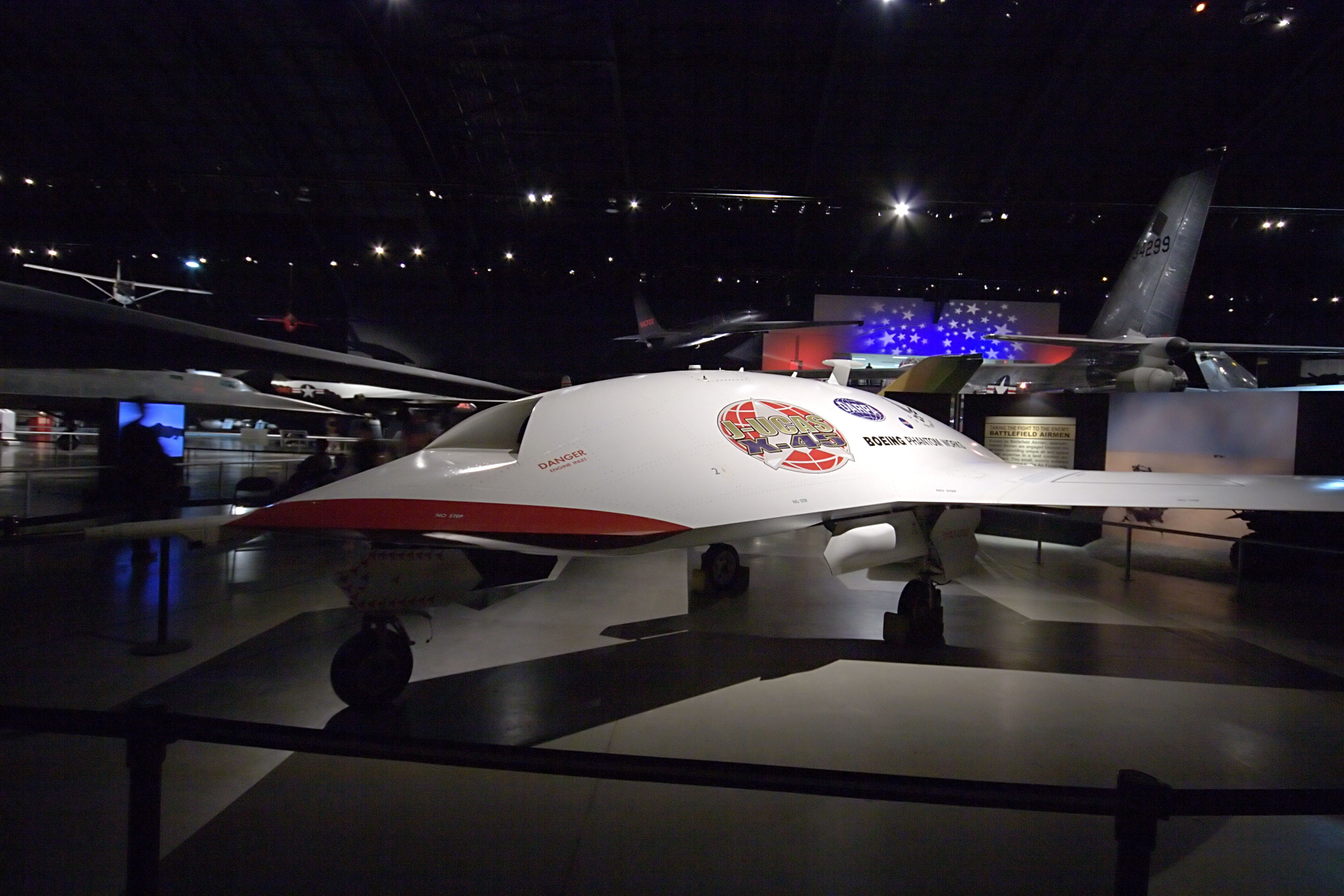
Boeing X-45 au musée national de l'US Air Force

Le Joint Unmanned Combat Air Systems (J-UCAS), ou système commun de combat aérien, est le nom donné au projet commun de drone militaire développé par l'U.S. Navy et de l'U.S. Air Force à compter d'octobre 2003 .
Le projet est sous la responsabilité de l'agence de défense DARPA. Les deux véhicules du projet sont :
- Pour Boeing, le Boeing X-45 dont deux versions améliorées furent planifiées : X-45B et X-45C [1].
- Pour Northrop Grumman, le Northrop Grumman X-47 dont une version Northrop Grumman X-47B fut planifiée avec Lockheed Martin [1].

Mais en 2005, le projet a été réservé à l'U.S. Air Force qui décida tout d'abord d'arrêter le X-45C et puis le projet en 2006 .
L'U.S. Navy décida alors d'adapter l'appareil à l'aéronavale avec des capacités de décollage et d'appontage sur porte-avions (dont une crosse d'appontage et un train d'atterrissage renforcé), une résistance à un environnement maritime salé, la capacité d'être ravitaillé en vol .
C'est le programme Unmanned Carrier-Launched Surveillance and Strike (UCLASS) qui prit la suite.